# Кубок виклику Азії (юніори) — 2012
Кубок виклику Азії (юніори) — 2012 (англ. 2012 IIHF U18 Challenge Cup of Asia) — спортивне змагання з хокею із шайбою, 1-й розіграш Кубку виклику Азії серед юніорів, що проводиться під егідою Міжнародної федерації хокею із шайбою (ІІХФ). Турнір відбувся з 1 по 6 квітня 2012 року в Абу-Дабі (ОАЕ).

## Результати та таблиця
| 1. | Таїланд  | ***  | 5:2  | 19:1 | 23:1 | 5:0 | 4 | 4 | 0 | 0 | 0 | 52:4  | 12 |
| 2. | ОАЕ      | 2:5  | ***  | 8:3  | 31:1 | 5:0 | 4 | 3 | 0 | 0 | 1 | 46:9  | 9  |
| 3. | Малайзія | 1:19 | 3:8  | ***  | 8:4  | 5:0 | 4 | 2 | 0 | 0 | 2 | 17:31 | 6  |
| 4. | Індія    | 1:23 | 1:31 | 4:8  | ***  | 5:0 | 4 | 1 | 0 | 0 | 3 | 11:62 | 3  |
| 5. | Гонконг1 | 0:5  | 0:5  | 0:5  | 0:5  | *** | 4 | 0 | 0 | 0 | 4 | 0:20  | 0  |

М — підсумкове місце, І — матчі, В — перемоги, ВО — перемога по булітах або у овертаймі, ПО — поразка по булітах або у овертаймі, П — поразки, Ш — закинуті та пропущені шайби, О — очки
1Збірна Гонконгу була дискваліфікована, здобула перемоги в усіх матчах: 20:0 над Індією, 26:0 над Малайзією, 13:0 над ОАЕ та 9:0 над Таїландом, усі матчі вважалися товариськими, а у матчах були зараховані поразки у всіх матчах з рахунком 0:5.